# Lutas nos Jogos Olímpicos de Verão de 1904
As lutas nos Jogos Olímpicos de Verão de 1904 foram realizados em Saint Louis, Estados Unidos. Após a luta ter ficado de fora dos Jogos anteriores em Paris, o esporte foi reintegrado em 1904 com o estilo livre, diferente de Atenas 1896 onde disputou-se a luta greco-romana.

## Luta livre: peso-mosca-ligeiro
| Pos. | País           | Atletas              |
| ---- | -------------- | -------------------- |
|      | Estados Unidos | Robert Curry         |
|      | Estados Unidos | John Hein            |
|      | Estados Unidos | Gustav Thiefenthaler |

|  | Semifinais               | Semifinais |  |                      | Final          | Final |  |
|  |                          |            |  |                      |                |       |  |
|  |                          |            |  |                      |                |       |  |
|  | USA Robert Curry         |            |  |                      |                |       |  |
|  | USA Gustav Thiefenthaler |            |  |                      |                |       |  |
|  |                          |            |  |                      |                |       |  |
|  |                          |            |  |                      |                |       |  |
|  |                          |            |  |                      | Robert Curry   |       |  |
|  |                          | John Hein  |  |                      |                |       |  |
|  |                          |            |  |                      |                |       |  |
|  |                          |            |  |                      |                |       |  |
|  |                          |            |  |                      | 3º lugar       |       |  |
|  |                          |            |  |                      |                |       |  |
|  | USA John Hein            |            |  | Gustav Thiefenthaler | Bronze         |       |  |
|  | USA Claude Holgate       |            |  |                      | Claude Holgate |       |  |

## Luta livre: peso-mosca
| Pos. | País           | Atletas        |
| ---- | -------------- | -------------- |
|      | Estados Unidos | George Mehnert |
|      | Estados Unidos | Gustave Bauer  |
|      | Estados Unidos | William Nelson |

|  | Meias-finais | Meias-finais       | Meias-finais   |  |  | Final         | Final | Final |
|  |              |                    |                |  |  |               |       |       |
|  | 1            | USA Gustave Bauer  |                |  |  |               |       |       |
|  | 4            | USA William Nelson | Bronze         |  |  |               |       |       |
|  |              |                    |                |  |  | Gustave Bauer |       |       |
|  |              |                    | George Mehnert |  |  |               |       |       |
|  | 2            | USA George Mehnert |                |  |  |               |       |       |
|  | 3            | final              |                |  |  |               |       |       |

## Luta livre: peso-galo
| Pos. | País           | Atletas        |
| ---- | -------------- | -------------- |
|      | Estados Unidos | Isidor Niflot  |
|      | Estados Unidos | August Wester  |
|      | Estados Unidos | Zenon Strebler |

Quartas de final
| Milton Whitehurst | USA | vence | Frederick Ferguson | USA |
| August Wester     | USA | vence | Charles Stevens    | USA |
| Isidor Niflot     | USA | vence | Zenon Strebler     | USA |

Zenon Strebler conquistou a medalha de bronze por ter sido derrotado pelo campeão olímpico.
|  | Meias-finais | Meias-finais       | Meias-finais  |  |  | Final         | Final | Final |
|  |              |                    |               |  |  |               |       |       |
|  | 1            | Milton Whitehurst  |               |  |  |               |       |       |
|  | 4            | August Wester      |               |  |  |               |       |       |
|  |              |                    |               |  |  | August Wester |       |       |
|  |              |                    | Isidor Niflot |  |  |               |       |       |
|  | 2            | Isidor Niflot      |               |  |  |               |       |       |
|  | 3            | USA J. M. Cardwell |               |  |  |               |       |       |

## Luta livre: peso-pena
| Pos. | País           | Atletas           |
| ---- | -------------- | ----------------- |
|      | Estados Unidos | Benjamin Bradshaw |
|      | Estados Unidos | Theodore McLear   |
|      | Estados Unidos | Charles Clapper   |

Oitavas de final
| J. C. Babcock | USA | vence | Hugo Toeppen | USA |

Quartas de final
| Charles Clapper   | USA | vence | J. C. Babcock      | USA |
| Benjamin Bradshaw | USA | vence | Frederick Ferguson | USA |
| Theodore McLear   | USA | vence | Zenon Strebler     | USA |
| Dietrich Wortmann | USA | vence | Max Miller         | USA |

|  | Semifinais        | Semifinais      |  |                 | Final             | Final |  |
|  |                   |                 |  |                 |                   |       |  |
|  |                   |                 |  |                 |                   |       |  |
|  | Charles Clapp     |                 |  |                 |                   |       |  |
|  | Benjamin Bradshaw |                 |  |                 |                   |       |  |
|  |                   |                 |  |                 |                   |       |  |
|  |                   |                 |  |                 |                   |       |  |
|  |                   |                 |  |                 | Benjamin Bradshaw |       |  |
|  |                   | Theodore McLear |  |                 |                   |       |  |
|  |                   |                 |  |                 |                   |       |  |
|  |                   |                 |  |                 |                   |       |  |
|  |                   |                 |  |                 | 3º lugar          |       |  |
|  |                   |                 |  |                 |                   |       |  |
|  | Theodore McLear   |                 |  | Charles Clapper | Bronze            |       |  |
|  | Dietrich Wortmann |                 |  |                 | Dietrich Wortmann |       |  |

## Luta livre: peso-leve
| Pos. | País           | Atletas        |
| ---- | -------------- | -------------- |
|      | Estados Unidos | Otto Roehm     |
|      | Estados Unidos | Rudolph Tesing |
|      | Estados Unidos | Albert Zirkel  |

Oitavas de final
| Otto Roehm   | USA | vence | Frederick Koenig | USA |
| Fred Hussman | USA | vence | Jerry Winholtz   | USA |

Quartas de final
| Otto Roehm       | USA | vence | Fred Hussman      | USA |
| Albert Zirkel    | USA | vence | Charles Haberkorn | USA |
| Rudolph Tesing   | USA | vence | Rudolph Wolken    | USA |
| William Hennessy | USA | vence | Charles Eng       | USA |

|  | Semifinais       | Semifinais     |  |               | Final            | Final |  |
|  |                  |                |  |               |                  |       |  |
|  |                  |                |  |               |                  |       |  |
|  | Otto Roehm       |                |  |               |                  |       |  |
|  | Albert Zirkel    |                |  |               |                  |       |  |
|  |                  |                |  |               |                  |       |  |
|  |                  |                |  |               |                  |       |  |
|  |                  |                |  |               | Otto Roehm       |       |  |
|  |                  | Rudolph Tesing |  |               |                  |       |  |
|  |                  |                |  |               |                  |       |  |
|  |                  |                |  |               |                  |       |  |
|  |                  |                |  |               | 3º lugar         |       |  |
|  |                  |                |  |               |                  |       |  |
|  | Rudolph Tesing   |                |  | Albert Zirkel | Bronze           |       |  |
|  | William Hennessy |                |  |               | William Hennessy |       |  |

## Luta livre: peso-meio-médio
| Pos. | País           | Atletas          |
| ---- | -------------- | ---------------- |
|      | Estados Unidos | Charles Ericksen |
|      | Estados Unidos | William Beckmann |
|      | Estados Unidos | Jerry Winholtz   |

Oitavas de final
| William Schaefer | USA | vence | A. J. Betchestobill | USA |
| William Beckmann | USA | vence | Samuel Filler       | USA |

Quartas de final
| William Beckmann | USA | vence | William Schaefer | USA |
| Otto Roehm       | USA | vence | Hugo Toeppen     | USA |
| William Hennessy | USA | vence | A. Mellinger     | USA |
| Charles Ericksen | USA | vence | Jerry Winholtz   | USA |

Jerry Winholtz conquistou a medalha de bronze por ter sido derrotado pelo campeão olímpico.
|  | Meias-finais | Meias-finais     | Meias-finais     |  |  | Final            | Final | Final |
|  |              |                  |                  |  |  |                  |       |       |
|  | 1            | William Beckmann |                  |  |  |                  |       |       |
|  | 4            | Otto Roehm       |                  |  |  |                  |       |       |
|  |              |                  |                  |  |  | William Beckmann |       |       |
|  |              |                  | Charles Ericksen |  |  |                  |       |       |
|  | 2            | William Hennessy |                  |  |  |                  |       |       |
|  | 3            | Charles Ericksen |                  |  |  |                  |       |       |

## Luta livre: peso-pesado
| Pos. | País           | Atletas         |
| ---- | -------------- | --------------- |
|      | Estados Unidos | Bernhuff Hansen |
|      | Estados Unidos | Frank Kungler   |
|      | Estados Unidos | Fred Warmboldt  |

Quartas de final
| Bernhuff Hansen | USA | vence | Fred Warmboldt | USA |

Fred Warmboldt conquistou a medalha de bronze por ter sido derrotado pelo campeão olímpico.
|  | Meias-finais | Meias-finais         | Meias-finais  |  |  | Final           | Final | Final |
|  |              |                      |               |  |  |                 |       |       |
|  | 1            | Bernhuff Hansen      |               |  |  |                 |       |       |
|  | 4            | USA Willian Hennessy |               |  |  |                 |       |       |
|  |              |                      |               |  |  | Bernhuff Hansen |       |       |
|  |              |                      | Frank Kungler |  |  |                 |       |       |
|  | 2            | USA Joseph Dilg      |               |  |  |                 |       |       |
|  | 3            | USA Frank Kungler    |               |  |  |                 |       |       |

## Quadro de medalhas da luta
| Pos. | País           | Ouro | Prata | Bronze | Total |
| 1    | Estados Unidos | 7    | 7     | 7      | 21    |